# Oduvaldo Vianna

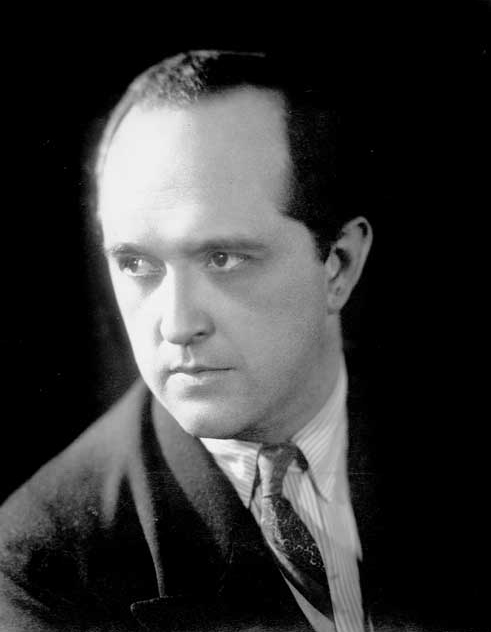
Oduvaldo Vianna

Oduvaldo Vianna (São Paulo, 27 de fevereiro de 1892 - Rio de Janeiro, 30 de maio de 1972) foi um autor, diretor, produtor e roteirista de teatro e cinema e militante comunista brasileiro.
Suas peças teatrais começaram a ser encenadas em 1916. Em 1919 faz sucesso com "O Almofadinha" pela Companhia Nacional de Comédias e Vaudevilles no Teatro Carlos Gomes, no Rio de Janeiro. Do mesmo ano é a opereta O Clube dos Pirrôs pela Companhia Paschoal Segretto e as revistas "Viva a república" e "Flor da noite".
Em 1921, Oduvaldo cria com o escritor Viriato Corrêa e o empresário Nicolino Viggiani uma companhia que se instala no Teatro Trianon, o mais importante do Rio na década de 1920. Eles encenam três peças de Oduvaldo, entre elas "Terra Natal", comédia sobre os costumes importados adotados na, então, Capital Federal, e dissolvem a companhia em um ano.
Em 1922 é um dos fundadores da Companhia Abigail Maia, com a própria atriz, e no ano seguinte passa a dirigir a Companhia Brasileira de Comédias.
Em 1931, dirige suas próprias peças como "Um tostãozinho de felicidade" e "Sorrisos de mulher" na Companhia Brasileira de Espetáculos Modernos.
No mesmo ano passa a escrever para o principal ator da época, Procópio Ferreira, peças como "O Vendedor de ilusões", "Feitiço, "Segredo", "Mas que mulher!" e "Fruto proibido".
Sua consagração surge com "Amor", em 1933, com a Companhia Dulcina Durães Odilon. Ele mesmo dirigiu, com modernidades para a época, sua peça que defendia o divórcio para deixar os ex-cônjuges livres para novos amores.
Seu filme "Bonequinha de Seda" (1936), que ele dirigiu e roteirizou, tornou-se um clássico do cinema brasileiro.
Na segunda metade dos anos da década de 1930, ele dirige a Escola de Teatro Martins Pena. Na década seguinte chega ao rádio, onde passa a escrever radionovelas que ficam famosas, algumas chegam até a ganhar novas versões na televisão, anos depois.
Em 1963 recebe a Medalha de Honra ao Mérito, por mais de trinta anos dedicados ao teatro, dada pela Associação Brasileira de Críticos Teatrais.
É pai de Marilda Vianna, Yedda Vianna e Oduvaldo Vianna Filho.

## Cinema e televisão
- El Vendedor de ilusiones (1971)
- Fatalidade (telenovela, 1965)
- Renúncia (telenovela, 1964)
- Marcados pelo Amor (telenovela, 1964)
- Teatro hogareño (1955)
- Quase no Céu (1949)
- El hombre que nació dos veces (1938)
- Bonequinha de Seda (1936)
- Manhãs de Sol (1925)

## Dramaturgia
- 1916 - Amigos de Infância
- 1919 - Amor Bandido
- 1919 - O almofadinha
- 1919 - O Clube dos Pierrots
- 1919 - Viva a República
- 1919 - Flor da Noite
- 1920 - Terra Natal
- 1920 - A Casa do Tio Pedro
- 1921 - Manhãs de Sol
- 1921 - A Vida é um sonho
- 1928 - O Castagnaro da Festa
- 1929 - Diz isso cantando
- 1931 - O vendedor de ilusões
- 1931 - O Homem que Nasceu Duas Vezes
- 1931 - Feitiço